# A34 road
Die A34 road (englisch für Straße A34) ist eine 251,4 km lange, fast auf ihre gesamte Länge als Primary route ausgewiesene Straße.

## Verlauf

### Südteil

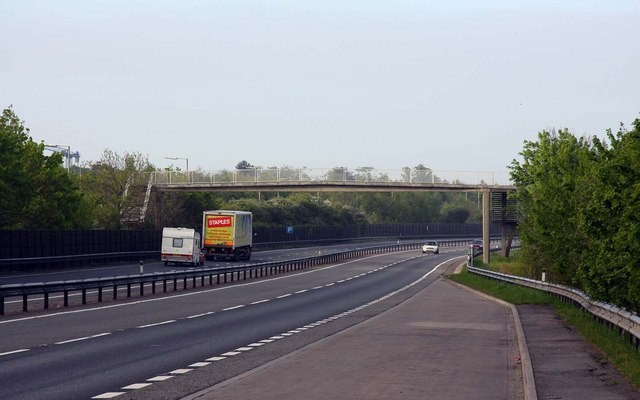
Die A34 bei Abingdon

Die Straße beginnt bei Winchester am M3 motorway, führt nordöstlich an Winchester vorbei und wendet sich dann nach Norden. Die mit richtungsgetrennten Fahrbahnen (dual carriageway) kreuzt die A303 road, umgeht auf dem Newbury bypass die gleichnamige Stadt im Westen, kreuzt die A4 road und nimmt nördlich von ihr die A339 road auf. Weiter kreuzt sie bei deren Anschluss junction 13 den M4 motorway und verläuft weiter in nördlicher Richtung. Dabei wird Abingdon-on-Thames umgangen. Es folgt die Westumfahrung von Oxford, auf der die A420 road und die A40 road gekreuzt werden sowie die A44 road abzweigt. Die A34 verläuft weiter nach Nordnordosten, bis sie auf den M40 motorway bei dessen Anschluss junction 9 südlich von Bicester trifft und in die A41 road übergeht.

### Nordteil

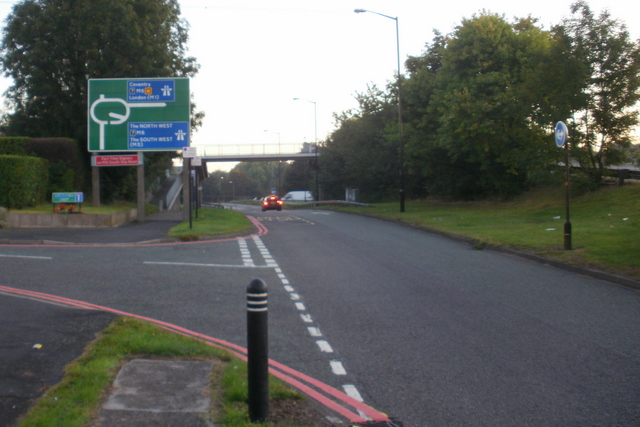
Die A34 am M6 motorway (Aufnahme 2009)

Nach einer längeren Unterbrechung beginnt die A34 wieder am Anschluss junction 4 des M42 motorway südlich von Solihull, führt durch Birmingham und verlässt die Stadt nach Norden Richtung Walsall, dabei den M6 motorway bei Anschluss 7 querend. Die mautpflichtige M6 Toll motorway wird bei deren Anschluss 17 gequert und die A34 führt westlich an Cannock vorbei nach Stafford, wo die A518 road gekreuzt wird. Über Stone, wo die A51 road quert, verläuft sie östlich parallel zum M6, die A50 road kreuzend, durch Newcastle-under-Lyme nach Kidsgrove und Congleton, wo sie die A54 road quert, über Wilmslow nach Manchester und von dort noch in die Nachbarstadt Salford, wo sie endet.